# Piero Gleijeses
Piero Gleijeses (Venecia, Italia, 4 de agosto de 1944) es profesor de política exterior de los Estados Unidos en la Escuela Paul H. Nitze de Estudios Internacionales Avanzados (SAIS) de la Universidad Johns Hopkins. Es conocido por sus estudios académicos de la política exterior cubana bajo Fidel Castro, que le valieron una beca Guggenheim en 2005, y también ha publicado varios trabajos sobre la intervención de Estados Unidos en América Latina. Se cree que es el único académico extranjero al que se le ha permitido acceder a los archivos del gobierno de la era de Fidel Castro sobre misiones militares de Cuba en África.

## Educación y trabajos
Gleijeses obtuvo un doctorado en relaciones internacionales del Graduate Institute of International Studies en Ginebra y sabe afrikáans, francés, alemán, italiano, portugués, ruso y español. Su libro de 2002, "Misiones en conflicto: La Habana, Washington y África, 1959-1976", fue un reexamen exhaustivo de la participación cubana en la descolonización de África.  Aclamado por Jorge Domínguez como "el mejor estudio disponible de las operaciones cubanas en África durante la Guerra Fría", ganó el Premio del Libro Robert H. Ferrell de la SHAFR en 2003. "Visiones de Libertad" (2013) retoma el tema de "Misiones en Conflicto" para observar el enfrentamiento entre Cuba, Estados Unidos, la Unión Soviética y Sudáfrica en el sur de África entre 1976 y 1991. Aparte de las revistas académicas, Gleijeses ha contribuido a publicaciones como Foreign Affairs y London Review of Books.

## Libros
- Visions of Freedom: Havana, Washington, Pretoria, and the Struggle for Southern Africa, 1976–1991. Chapel Hill, NC: University of North Carolina Press. 2013. ISBN 978-1-469-60968-3.
- The Cuban Drumbeat: Castro's Worldview. Seagull Books. 2009. ISBN 978-1-906-49737-8.
- Conflicting Missions: Havana, Washington and Africa, 1959–1976. Chapel Hill, NC: University of North Carolina Press. 2002. ISBN 978-0-807-82647-8.
- Shattered Hope: The Guatemalan Revolution and the United States, 1944–1954. Princeton, NJ: Princeton University Press. 1992. ISBN 978-0-691-07817-5.
- Politics and Culture in Guatemala. Ann Arbor, MI: UM Center for Political Studies. 1988.
- Tilting at Windmills: Reagan in Central America. Washington, DC: SAIS Foreign Policy Institute. 1982. ISBN 978-0-941-70002-3.
- The Dominican Crisis: The 1965 Constitutionalist Revolt and American Intervention. Baltimore, MD: Johns Hopkins University Press. 1978. ISBN 978-0-801-82025-0.

## Artículos y contribuciones
- «Cuba and the Cold War, 1959–1980». In Melvyn P. Leffler and Odd Arne Westad, eds., The Cambridge History of the Cold War, Volume II: Crises and Détente (pp. 327–348). Cambridge: Cambridge University Press. 2010. ISBN 978-0-521-83720-0.
- «Afterword: The Culture of Fear». In Nick Cullather, Secret History: The CIA's Classified Account of Its Operations in Guatemala 1952–1954 (pp. xxiii–xxxviii). 2nd ed. Stanford, CA: Stanford University Press. 2006. ISBN 978-0-804-75467-5.
- «Moscow's Proxy? Cuba and Africa, 1975–1988». Journal of Cold War Studies 8 (2): 3-51. 2006. doi:10.1162/jcws.2006.8.2.3. Archivado desde el original el 16 de mayo de 2019. Consultado el 24 de marzo de 2021.
- «The First Ambassadors: Cuba's Contribution to Guinea-Bissau's War of Independence». Journal of Latin American Studies 29 (1): 45-88. 1997. JSTOR 158071. doi:10.1017/s0022216x96004646.
- «Cuba's First Venture in Africa: Algeria, 1961–1965». Journal of Latin American Studies 28 (1): 159-195. 1996. JSTOR 157991. doi:10.1017/s0022216x00012670.
- «'Flee! The White Giants are Coming!': The United States, the Mercenaries, and the Congo, 1964–1965». Diplomatic History 18 (2): 207-237. 1994. doi:10.1111/j.1467-7709.1994.tb00611.x. Archivado desde el original el 17 de enero de 2013.
- «The Case for Power Sharing in El Salvador». Foreign Affairs 61 (5): 1048-1063. 1983. JSTOR 20041635.

## Premios y distinciones
- 2005 – Guggenheim Fellowship
- 2003 – Medalla Cubana de la Amistad
- 2003 – Robert H. Ferrell Book Prize

## Vida personal
Gleijeses está casada con la artista Setsuko Ono, la hermana de Yoko Ono. [10]